# Notiothemis robertsi
Notiothemis robertsi – gatunek ważki z rodziny ważkowatych (Libellulidae).